# 黄进发
黄进发是马来西亚时事评论作者、社运分子、政治学者。他曾参与发起的社会运动有“人民才是老板”（People are the boss）、“一个黑色马来西亚”（1BLACKMalaysia）、“全民挺明福”（Malaysians for Beng Hock）、“干净与公平选举联盟”（BERSIH）、维护媒体独立撰稿人联盟（WAMI）等。此外，他也参与了马来西亚华团于1999年提出的《马来西亚华人社团大选诉求》以及于2009年提出的《马来西亚20年行动方略》。近年来积极提倡以联立式单一选区两票制(Mixed-Member Proportional representation)，取代领先者当选制度（First-Past-The-Post）。

## 生平
生于霹雳金宝，毕业自马来亚大学，在马来西亚国立大学取得硕士学位，在英国艾塞克斯大学取得博士学位，曾在蒙纳士大学马来西亚分校的讲师。 2016年起担任槟城研究院研究员。
2001年以前，黄进发一直为《南洋商报》供稿，但在2001年马华收购南洋商报事件后，他联同多位撰稿人停止为《南洋商报》、《中国报》、《星洲日报》与《光明日报》供稿，以表示抗议。同年6月8日，这群报章撰稿人合作成立了维护媒体独立撰稿人联盟（简称“撰稿人联盟”）。
2009年，黄进发因不满国阵政府在霹靂州的夺权方式，所以在部落格上发表文章，号召“一个黑色马来西亚”运动。结果他在5月5日遭到警方逮捕，直至5月8日方获得释放。

## 作品集
- 黄进发《草昧十年》（吉隆坡：燧人氏事业，2002）。ISBN 983219704X
- 黄进发、林德顺、王宗麟、黄家伟编《报殇：南洋报业沦陷评论集》（吉隆坡：燧人氏事业，2002）。ISBN 9832197066
- 黄进发《共业：我们能否摆脱被巫统统治的命运》（吉隆坡：大将出版社，2018）。ISBN 9789674192471

## 外部衔接
- 黄进发部落格 People are the boss（页面存档备份，存于）
- 黄进发社论 Uncommon Sense（页面存档备份，存于）
- 黄进发15个专栏与部落格的网络清单 Columns on Malaysian Politics by Wong Chin Huat 黄进发（页面存档备份，存于）